# Параскеви Кирязи
Параскеви Кирязи (на албански: Parashqevi Qiriazi) е албанска учителка, посветила живота си на утвърждаването на албанската просвета.
Тя е делегат на Битолския конгрес, на който се определя албанската азбука. Кирязи също така е основателка на женската асоциация „Ил и Мънгесит“ и участничка в Парижката мирна конференция през 1919 година, като член на албаноамериканската общност.

## Биография
Параскеви Кирязи е родена на 2 юни в 1880 година в Битоля, тогава в Османската империя, сега в Северна Македония. Учи в основно гръцко училище в родния си град. Приема протестантизма заедно с братята и сестрите си. Когато е едва на 11 години, започва да помага на брат си Герасим и на сестра си Севасти да преподават албански език на девойки в първото девическо училище в Албания, което отваря врати на 15 октомври 1891 година в Корча.
По-късно от 1900 година четири години в американския протестантски Робърт колеж в Цариград. След дипломирането си в 1904 година тя се връща в Корча, където работи като начален учител заедно със сестра си.
През 1908 година тя е единствената жена делегат на Битолския конгрес, представител на женското училище в Корча, тъй като сестра ѝ не може да присъства. На конгреса е делегат и вторият ѝ брат Герг. Избрана е за председател на комисията по азбуката и е натоварена с организацията на различните азбучни предложения. В 1909 година Кирязи публикува буквар за началните училища, който обаче използва две азбуки. Въпреки това Кирязи публикува заедно с буквара защита на консенсусната азбука от Битоля::
| Албански | Български |
| --- | --- |
| Armiqëtë o shqipëtarë, Po perpiqenë Shkronjat turçe dhe greqishte, të na apënë; Le t'i mbajnë ata per vetëhe; Kemi tonatë. | Враговете, о, албанци се опитват турски и гръцки букви, да ни дадат; нека си ги задържат; ние си имаме наши. |

Кирязи организира вечерни училища в южни албански селища, като също така помага за поддържането на местни библиотеки. Съорганизатор е на женската асоциация „Ил и Мънгесит“ (Yll' i Mëngjesit, в превод Утринна звезда) през 1909 година.
В 1910 година Параскеви Кирязи става директор на училището в Корча, което за да не бъде затворено от властите е кръстено „американско“. В 1912 година се записва в Педагогическия факултет на колежа Обърлин. В 1914 година, след гръцката окупация на Корча, училището е затворено и Параскеви и Севасти са принудени да бягат в Румъния. По-късно Параскеви емигрира в САЩ и става виден член на албаноамериканската общност, от чието име е делегат на Парижката мирна конференция в 1919 година, за да защитава правата на албанците. В Америка от 1917 до 1920 година публикува двуседмичното списание „Ил и Мънгесит“, в което излизат статии, свързани с Албания – политика, общество, история, филология, литература и фолклор.
В 1922 година се връща в Албания и става директор на Института Кирязи в Тирана. В 1927 година институтът се мести в Камъз. В 1931 година Параскеви и Севасти получават орден „Скендербег“, но в 1937 година институтът като частен е затворен. В 1943 година е затворена от нацистите. В 1945 година се връща в Аргирокастро, но на следната 1946 година институтът е национализиран от новата комунистическа власт в Албания. В 1949 година Севасти умира и Параскеви се мести в Тирана, където умира в 1970 година.